# The Tokyo Toilet
The Tokyo Toilet è un progetto di riqualificazione urbana di Shibuya, Tōkyō, ideato dall'imprenditore Kōji Yanai, presidente dell'azienda Fast Retailing, e finanziato dalla fondazione Nippon Foundation, che consiste nella costruzione di bagni pubblici di alta qualità igienica e architettonica, allo scopo di favorire il loro uso e quindi anche degli spazi da essi serviti, come parchi pubblici e altre aree comuni. Attualmente il progetto comprende 17 strutture, le prime delle quali sono state aperte il 5 agosto 2020.
Le toilette si trovano tutte a Shibuya, distribuite nella fascia che attraversa i quartieri di Hatagaya, Yoyogi ed Ebisu, e sono state realizzate in sostituzione di precedenti strutture analoghe, non più adeguate in termini di spazi, accessibilità o conservazione. Gli edifici sono stati commissionati a partire dal 2018 a celebri architetti internazionali, che hanno realizzato spazi di grande impatto visivo, simboli dei luoghi in cui si trovano.
Allo scopo di promuovere il progetto, il Comune di Shibuya ha commissionato un film al regista tedesco Wim Wenders, che ha realizzato nel 2023 Perfect Days.

## Lista degli edifici
| Numero | Foto | Architetto                                             | Spazio                               | Indirizzo          | Data di apertura  |
| ------ | ---- | ------------------------------------------------------ | ------------------------------------ | ------------------ | ----------------- |
| 1      |      | Junko Kobayashi (Gondola Architects)                   | Sasazuka Greenway                    | Sasazuka 1-29      | 2023, 10 marzo    |
| 2      |      | Miles Pennington (Università di Tokyo, DLX Design Lab) | quartiere Hatagaya                   | Hatagaya 3-37-8    | 2023, 22 febbraio |
| 3      |      | Kazoo Satō (Disruption Lab Team)                       | Parco Nana-gō-dōri                   | Hatagaya 2-53-5    | 2021, 12 agosto   |
| 4      |      | Takenosuke Sakakura                                    | Parco Nishihata icchōme              | Nishihara 1-29-1   | 2020, 31 agosto   |
| 5      |      | Sōsuke Fujimoto                                        | quartiere Nishisandō                 | Yoyogi 3-27-1      | 2023, 24 marzo    |
| 6      |      | Toyō Itō                                               | quartiere Yoyogi Hachiman            | Yoyogi 5-1-2       | 2021, 16 luglio   |
| 7      |      | Shigeru Ban                                            | Haru no ogawa community park         | Yoyogi 5-68-1      | 2020, 5 agosto    |
| 8      |      | Shigeru Ban                                            | Parchetto Yoyogi Fukamachi           | Tomigaya 1-54-1    | 2020, 5 agosto    |
| 9      |      | Marc Newson                                            | quartiere Urasandō                   | Sendagaya 4-28-1   | 2023, 20 gennaio  |
| 10     |      | Nigo                                                   | quartiere Jingūmae                   | Jingūme 1-3-14     | 2021, 31 maggio   |
| 11     |      | Tadao Andō                                             | Parco Jingū-dōri                     | Jingūmae 6-22-8    | 2020, 7 settembre |
| 12     |      | Kengo Kuma                                             | Parco Nabeshima Shōtō                | Shōtō 2-10-7       | 2021, 24 giugno   |
| 13     |      | Nao Tamura                                             | quartiere Higashi sanchōme           | Higashi 3-27-1     | 2020, 7 agosto    |
| 14     |      | Masamichi Katayama (Wonderwall)                        | Parco Ebisu                          | Ebisu nishi 1-19-1 | 2020, 5 agosto    |
| 15     |      | Kashiwa Satō                                           | uscita ovest della Stazione di Ebisu | Ebisu minami 1-5-8 | 2021, 15 luglio   |
| 16     |      | Fumihiko Maki                                          | Parco Ebisu higashi                  | Ebisu 1-2-16       | 2020, 7 agosto    |
| 17     |      | Tomohito Ushiro                                        | Parco Hiro'o higashi                 | Hiro'o 4-2-27      | 2022, 22 luglio   |